# Zwart leermos
Het zwart leermos (Peltigera neckeri) is een korstmos uit de familie Peltigeraceae.  Het is een zeldzame soort van kalkrijke bodem in de duinen.

## Kenmerken
Het is een leermos met een (bij droogte) egaal bruingrijs tot zwart, glanzende bovenzijde. Onderzijde wittig met roze tot lichtbruine aders aan de rand, tot geheel donkerbruin tot zwart in het midden. Soms zijn er op de toppen van de lobben bruine apothecia aanwezig. 
Lijkt op het kaal leermos (Peltigera hymenina), die aan de onderzijde overal wit is en ook in het binnenland voorkomt. Andere leermossen verschillen in de doffe, wit-berijpte bovenzijde. 

## Verspreiding
Hij komt zeldzaam voor in Nederland. Hij staat op de rode lijst in de categorie bedreigd.

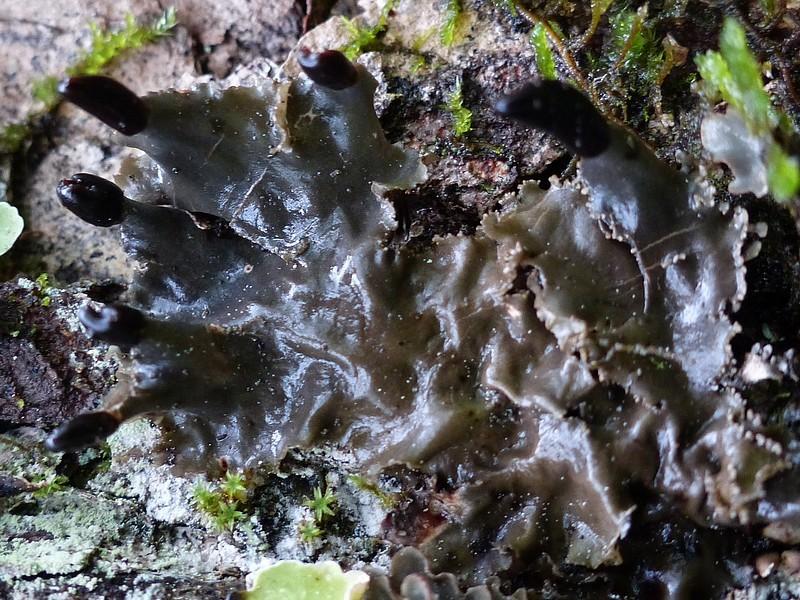